# Bargfeld (Sörup)
Bargfeld (dänisch Bjerremark) ist ein Straßendorf der Gemeinde Sörup im Kreis Schleswig-Flensburg, welches mit der Straße Quern-Bargfeld zur Gemeinde Steinbergkirche hin noch eine kleine Verlängerung besitzt.

## Lage
Das Straßendorf liegt wenige hundert Meter nördlich vom Dorf Barg entfernt. Am Dorfanfang  (Lage) liegt das Haus Petersburg (dänisch Petersborg) zur Kappelner Straße hin. Von Groß-Quern ist das Dorf direkt nach Westen hin, über die Straße Quern-Bargfeld erreichbar.

## Hintergrund
Die Benennung beruht auf dem benachbarten Ort Barg. Offensichtlich handelte es sich bei Bargfeld ursprünglich um einen Feldbereich des besagten Dorfes. Bargfeld bestand um 1837 aus gerade einmal drei Katen. Auf einer recht detaillierten, dänischen Karte von 1857/58 war der Ort als „Bjergemark“ mit einigen seiner Höfe schon verzeichnet. Im Jahr 1863 war der Ort auf einer weiteren Karte vom Großraum Flensburg unter dem Namen „Bargfeld“ ebenfalls zu finden. Auch auf der Karte der Preußischen Landesaufnahme um 1879 war der Ort erneut unter dem Namen „Bargfeld“ zu finden. Das Haus Petersburg am nördlichen Rand von Barg diente im Übrigen noch im 19. Jahrhundert als Gasthaus. Im Jahr 1970 wurden zwanzig Einwohner in Bargfeld gezählt. In heutiger Zeit dient das schon erwähnte Haus Petersburg als Privathaus. Von 1974 bis zu seinem Tod 1991 wohnte dort der Künstler Reimer Riediger, der beispielsweise für seine Bemalung des Wasserturmes Kiel-Neumühlen-Dietrichsdorf bekannt ist.